# Sayaka Katsuki
Sayaka Katsuki (香月さやか Katsuki Sayaka?) es una violinista japonesa que interpreta varios géneros, entre ellos la música popular cubana, clásica, jazz y pop.
Desde los 6 años toca el violín y en 1995 ganó un premio en la 48.ª Competencia Anual de Música Japonesa.
En Cuba estudió música popular en el año 2001, actuando junto a varios músicos como los que integran la orquesta Aragón y Eliades Ochoa y su cuarteto Patria. En el 2003 grabó en Nueva York algunos temas para el segundo CD On to the Street, de Horacio (El Negro) Hernández y Robby Ameen.
De 2004 a 2005 realizó una gira con el pianista y compositor griego Yanni, en la que actuaron en más de 50 teatros de los más importantes a nivel mundial, y de esta gira presentaron en el 2006 el CD DVD Yanni Live! The Concert Event.
Es considerada entre uno de los 20 mejores violinistas del mundo....